# Víctor Cuesta
Víctos Leandro Cuesta (La Plata, 19 novembre 1988) è un calciatore argentino, difensore del Newell's Old Boys.

## Caratteristiche tecniche
È un difensore centrale.

## Carriera
Viene convocato per la Copa América Centenario negli Stati Uniti e, nella stessa estate, per le Olimpiadi 2016 in Brasile.